# Marmosa de Mèxic
La marmosa de Mèxic (Marmosa mexicana) és una espècie d'opòssum de la família dels didèlfids. Viu a Belize, Costa Rica, El Salvador, Guatemala, Hondures, Mèxic, Nicaragua i Panamà.